# Jordan Hunter (cầu thủ bóng đá)
Jordan Hunter (sinh ngày 6 tháng 12 năm 1999) là một cầu thủ bóng đá người Anh thi đấu cho South Shields, mượn từ Sunderland, ở vị trí tiền vệ.

## Sự nghiệp
Hunter kí hợp đồng với Sunderland vào tháng 7 năm 2018, sau khi rời Liverpool vào tháng trước đó. Anh có trận ra mắt vào ngày 13 tháng 11 năm 2018, ở EFL Trophy. Sau đó anh thi đấu cho mượn tại South Shields vào tháng 8 năm 2019.